# Чилингаров, Артур Николаевич
Арту́р Никола́евич Чилинга́ров (25 сентября 1939, Ленинград — 1 июня 2024, Москва) — советский и российский учёный-океанолог, исследователь Арктики и Антарктики, член-корреспондент РАН (2008). Депутат Государственной Думы Федерального собрания Российской Федерации VII и VIII созывов (2016—2024). Первый вице-президент Русского географического общества, президент Государственной полярной академии, член экспертного совета национальной премии «Хрустальный компас», президент Ассоциации полярников. Доктор географических наук (2001), профессор. Герой Советского Союза (1986). Герой Российской Федерации (2008). Заслуженный метеоролог Российской Федерации (2005). Заслуженный географ Российской Федерации (2021). Лауреат Государственной премии СССР (1981). Член Совета Федерации Федерального Собрания РФ (2011—2014). Член бюро Высшего совета партии «Единая Россия». Член экспертного совета национальной премии «Хрустальный компас». Из-за вторжения России в Украину находился под международными санкциями ряда стран.
Был специальным представителем Президента Российской Федерации по международному сотрудничеству в Арктике и Антарктике.

## Биография
Родился 25 сентября 1939 года в Ленинграде. Отец Чилингарова — Николай Гаврилович Чилингарян (1902—1954), армянин, в свое время был слушателем самого первого набора в Высшую партийную школу при ЦК партии, работал помощником первого секретаря Ленинградского обкома партии П.С.Попкова, был репрессирован в период Ленинградского дела, в 1954 году реабилитирован, мать — Кира Георгиевна Бондырева (1915—?), русская. Родители расписаны не были, но отец дал ему свою фамилию. Вместе родители не жили, у отца была другая семья. Спустя два года после его рождения семья оказалась в осаждённом городе. Маму эвакуировали из-за проблем со здоровьем в 1942 году, а мальчик с бабушкой ,Софьей Сергеевной Бондыревой, и сестрой остались в Ленинграде и были эвакуированы в 1944 году в Усть-Каменогорск. Подростком переехал с семьёй в Северную Осетию, где жил долгое время в Орджоникидзе (ныне — Владикавказ) вместе с матерью и отчимом — Павел Михайловичем Белостоцким. 
В 1963 году окончил арктический факультет Ленинградского высшего инженерно-морского училища (ныне Государственная морская академия имени адмирала С. О. Макарова) по специальности «океанология».
В 1983 году защитил диссертацию на степень кандидата географических наук по теме, за разработку которой ему была присуждена Государственная премия СССР 1981 года
 . В 2001 году при Санкт-Петербургском государственном университете защитил диссертацию на соискание учёной степени доктора географических наук по теме «Междисциплинарные проблемы Крайнего Севера Российской Федерации: географический аспект».
Многие годы Чилингаров проработал на рядовых должностях: научным сотрудником Арктического и Антарктического научно-исследовательского института, инженером-гидрологом лаборатории в Тикси, в устье реки Лены. Инициативность, склонность к организаторской работе, умение ладить с людьми были в нём замечены.
В 1970-е—1980-е годы Чилингаров выдвигался на высокие посты в системе Государственного комитета СССР по гидрометеорологии — от начальника территориального управления в Амдерме до заместителя председателя комитета.

### Деятельность
Свой трудовой путь Чилингаров начал слесарем-монтажником Балтийского судоремонтного завода.
- В 1963 году работал в Арктической научно-исследовательской обсерватории в посёлке Тикси в качестве инженера-гидролога; изучал Северный Ледовитый океан и океаническую атмосферу.
- В 1965 году избрался первым секретарём Булунского РК ВЛКСМ Якутской АССР. За всю историю ВЛКСМ он был единственным беспартийным секретарём райкома[14].
- В 1969—1971 годах возглавлял высокоширотную научную экспедицию «Север-21». Полученные результаты позволили обосновать возможность круглогодичного использования трассы Северного морского пути на всём её протяжении. Являлся начальником дрейфующей станции «СП-19», заместителем начальника станции «СП-22»[15].
- C 1971 года являлся начальником антарктической станции Беллинсгаузен 17-й советской антарктической экспедиции.
- В 1974—1979 годах — начальник Амдерминского территориального управления по гидрометеорологии и контролю природной среды.
- В 1979—1986 годах — начальник Управления кадров и учебных заведений, член коллегии Государственного комитета СССР по гидрометеорологии и контролю природной среды.
- В 1982 году при помощи председателя Союза обществ дружбы и культурной связи с зарубежными странами космонавта Валентины Владимировны Терешковой Артур Николаевич был утверждён президентом общества «СССР — Канада».
- В 1986—1992 годах — заместитель Председателя Государственного комитета СССР по гидрометеорологии и контролю природной среды, начальник Главного управления по делам Арктики, Антарктики и Мирового океана. Также был руководителем научной экспедиции на атомоходе «Сибирь» к Северному полюсу и трансконтинентального перелёта «Ил-76» в Антарктиду.
- В 1999 году руководил сверхдальним перелётом многоцелевого вертолёта Ми-26, показавшим возможности эксплуатации винтокрылых машин в центральных районах Северного Ледовитого океана.
- В 2001 году был одним из кураторов конференции «Арктика на пороге третьего тысячелетия: новые задачи», проведённой в октябре в Брюсселе в рамках Европейского союза, США, России, Канады.
- В 2002 году Чилингаров возглавил полёт одномоторного самолёта Ан-3Т на Южный полюс. Самолёт в разобранном виде привезли на побережье континента на борту Ил-76. Была показана эффективность использования лёгкой авиационной техники на ледовом щите Антарктиды: заметное достижение на фоне свёртывания присутствия России в Антарктике. Однако Ан-3Т не смог оторваться от ледника: двигатель не завёлся из-за разреженного воздуха и мороза. Машину пришлось оставить на полюсе. Через несколько лет её отремонтировали и своим ходом отправили опять к побережью. А в 2002 году выручили американцы: отправили участников экспедиции на своих самолётах. Чилингаров много сделал для развития арктического (в официальной терминологии экстремального) туризма, организовывая воздушные экскурсии на Северный полюс с высадкой на лёд сотен людей, зачастую с детьми.
- В 2003 году стараниями Чилингарова была открыта долговременная дрейфующая станция «Северный полюс-32», первая после свёртывания программы исследования Арктики в 1991 году.

Артур Чилингаров в Архангельске (2009)

- В 2007 году совершил две заметные полярные экспедиции:
  - Вместе с главой ФСБ Николаем Патрушевым совершил полёт на Северный полюс на вертолёте.
  - В августе 2007 года на подводном аппарате «Мир» вместе с семью другими исследователями опустился на дно Северного Ледовитого океана в районе Северного полюса, где со своей командой водрузил флаг России на дно океана.
- В 2008 году на общем собрании РАН он был избран членом-корреспондентом РАН.
- В апреле 2011 года возглавил экспедицию на дальневосточное побережье Российской Федерации с целью изучения влияния аварии на АЭС «Фукусима-1» на флору и фауну региона[16].
- С 2011 года, вместе с Борисом Михайловым, Владимиром Петровым, Владиславом Третьяком, Георгием Полтавченко и Сергеем Егоровым входил в попечительский совет Международного турнира по хоккею с шайбой Arctic Cup.
- С 2012 года был членом экспертного совета национальной премии «Хрустальный компас».
- 24 сентября 2013 года назвал «экстремистскими» действия активистов «Гринпис», пытавшихся повесить баннер против нефтедобычи в Арктике на нефтяную платформу «Приразломная»[17].
- 25 октября 2013 года зажёг олимпийский огонь на Северном полюсе в рамках эстафеты олимпийского огня зимних Игр в Сочи.

«Мы за международное сотрудничество в Арктике. И сегодня у России есть возможность выйти в любую точку Ледовитого океана в любое время года, и мы свой олимпийский рекорд уже установили»
 — заявил Чилингаров, руководивший экспедицией по доставке Олимпийского огня на Северный полюс.
- 1 октября 2014 года Совет директоров «Роснефти» одобрил создание подкомитета по Арктическому развитию, который возглавил Артур Чилингаров[19].

## Политическая деятельность

### Государственная Дума (1993—2011)

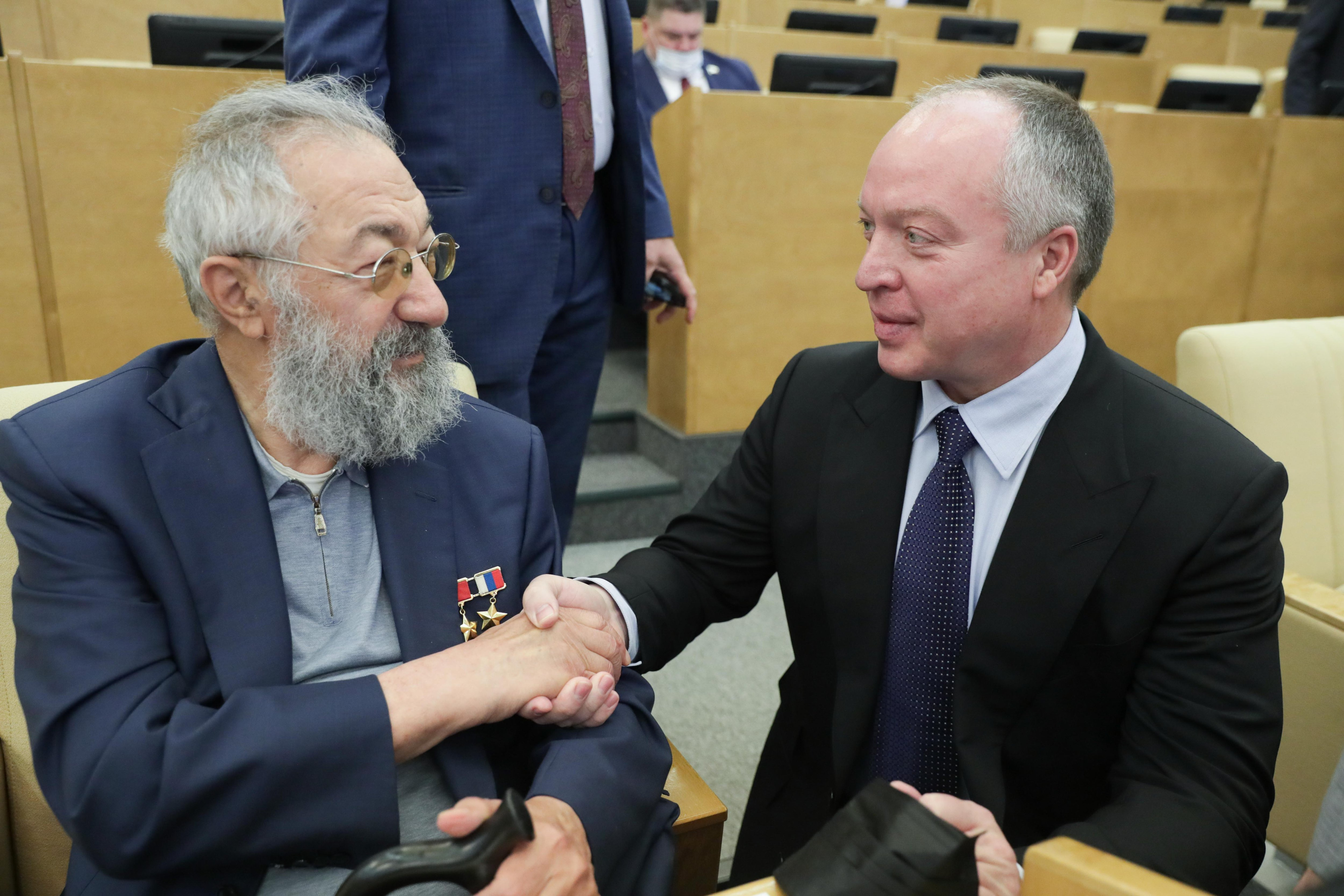
Артур Чилингаров и Андрей Скоч на заседании Государственной Думы (2021)

Чилингаров являлся депутатом Государственной Думы ФС России первого-пятого, седьмого и восьмого созывов (1993—1995, 1995—1999, 1999—2003, 2003—2007, 2007—2011, 2016—2021) (по Ненецкому одномандатному избирательному округу № 218 (Ненецкий АО), заместителем Председателя Государственной Думы первого — четвёртого созывов, сопредседателем общественного объединения «Регионы России», председателем Российской объединённой промышленной партии (РОПП), членом Высшего Совета партии «Единая Россия».
В 1993—1996 годах — депутат Государственной Думы I созыва от НАО:
член Депутатской группы «Новая региональная политика — Дума-96»;
заместитель Председателя Государственной Думы, член Комитета по обороне;
председатель Комиссии по проверке использования льгот депутатами Государственной Думы и сотрудниками аппарата Государственной Думы;
президент Российской ассоциации полярников.
В 1995 году возглавил Блок Ивана Рыбкина на выборах в Государственную думу.
В 1996—2000 годах — депутат Государственной Думы II созыва от НАО:
заместитель председателя Государственной Думы;
сопредседатель депутатской группы «Российские регионы»;
член партии «Всероссийский союз „Обновление“»;
член Президиума Высшего совета «Российской объединённой промышленной партии» (РОПП).
В 2000—2003 годах — член депутатской группы «Регионы России (Союз независимых депутатов)» и заместителем Председателя Госдумы. С 2003 года был депутатом Государственной думы IV созыва от НАО, также был членом президиума фракции «Единая Россия», заместителем Председателя ГД и членом Комитета ГД по обороне.

### Совет Федерации (2011—2014)
Представитель от исполнительного органа государственной власти Тульской области в Совете Федерации Федерального Собрания Российской Федерации с 2011 по 2014 год. На этом посту его сменила Ю. В. Вепринцева.
Являлся членом Комитета по международным делам и представителем от исполнительного органа государственной власти Тульской области.
2 октября 2014 года стал советником-наставником губернатора Тульской области Владимира Груздева.

### Государственная Дума (2016—2024)
На парламентских выборах 2016 года возглавил партийный список «Единой России» по Красноярскому краю и Республике Тыва.
В ходе президентских выборов 2018 года был членом инициативной группы, выдвинувшей кандидатуру президента РФ Владимира Путина.
19 июля 2018 года проголосовал за пенсионную реформу, предполагающую повышение пенсионного возраста в России.
С сентября 2021 года был депутатом Государственной Думы VIII созыва от Региональной группы № 5 (Красноярский край, Республика Тыва, Республика Хакасия): членом комиссии по вопросам депутатской этики, членом комитета по международным делам.

### Законотворческая деятельность
Чилингаров голосовал в Госдуме за множество законопроектов, связанных с ограничением гражданских прав и ужесточением наказаний в России, а, будучи членом Совета Федерации, одобрил аннексию Крыма и ввод российских войск в Украину. Артур Чилингаров являлся соавтором законов о конфискации имущества, запрете смены пола и антиамериканских санкциях.
26 декабря 2012 года Чилингаров, голосовал за запрет усыновления российских детей-сирот гражданами США, свой поступок в эфире телеканала «Дождь» Чилингаров объяснил так: «Если надо, я сам усыновлю, я об этом тоже думал. Я думаю, что все, кто голосовал, должны по одному ребёнку усыновить».
С 1993 по 2021 год, в период исполнения полномочий депутата Государственной Думы, выступил соавтором 77 законодательных инициатив и поправок к проектам федеральных законов.

### Санкции
30 сентября 2022 года, на фоне вторжения России на Украину, внесён в санкционный список США в ответ на «фиктивные референдумы» и «аннексию территорий Украины российскими оккупационными силами». Государственный департамент отмечал, что депутаты единогласно приняли закон о «военных фейках», а некоторые депутаты сыграли ключевую роль в распространении российской дезинформации о войне.
23 февраля 2023 года включён в санкционный список Канады «соратников режима», так как «голосовал за законодательство связанное с вторжением и попыткой аннексии четырёх регионов Украины».
По аналогичным основаниям находился в санкционных списках Украины и Новой Зеландии.

## Семья
Жена — Татьяна Александровна Сухарева, дочь Александра Андреевича Сухарева (1919—2005), партийного работника — первого секретаря Тамбовского обкома ВЛКСМ, затем декана историко-филологического факультета Тамбовского педагогического института.
Дети:
- сын Николай (род. 1974) — совладелец нескольких компаний, одна из них — компания по строительству нефтегазовых скважин[25].
- дочь Ксения (род. 1982)[39], в 2009—2012 годах была замужем за скрипачом Дмитрием Коганом[40]. Совладелица бренда зимней одежды «Arctic Explorer»[25][41]. В 2022 году Ксения получила армянское гражданство[9].

## Смерть
Скончался 1 июня 2024 года в Москве на 85-м году жизни после тяжёлой и продолжительной болезни. Свои соболезнования по поводу смерти Чилингарова выразил президент России Владимир Путин. Прощание прошло 4 июня в Храме Христа Спасителя. Артур Чилингаров похоронен на Новодевичьем кладбище.

## Награды

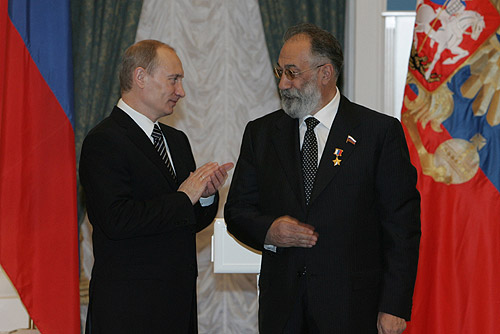
Вручение звезды Героя России (2008)

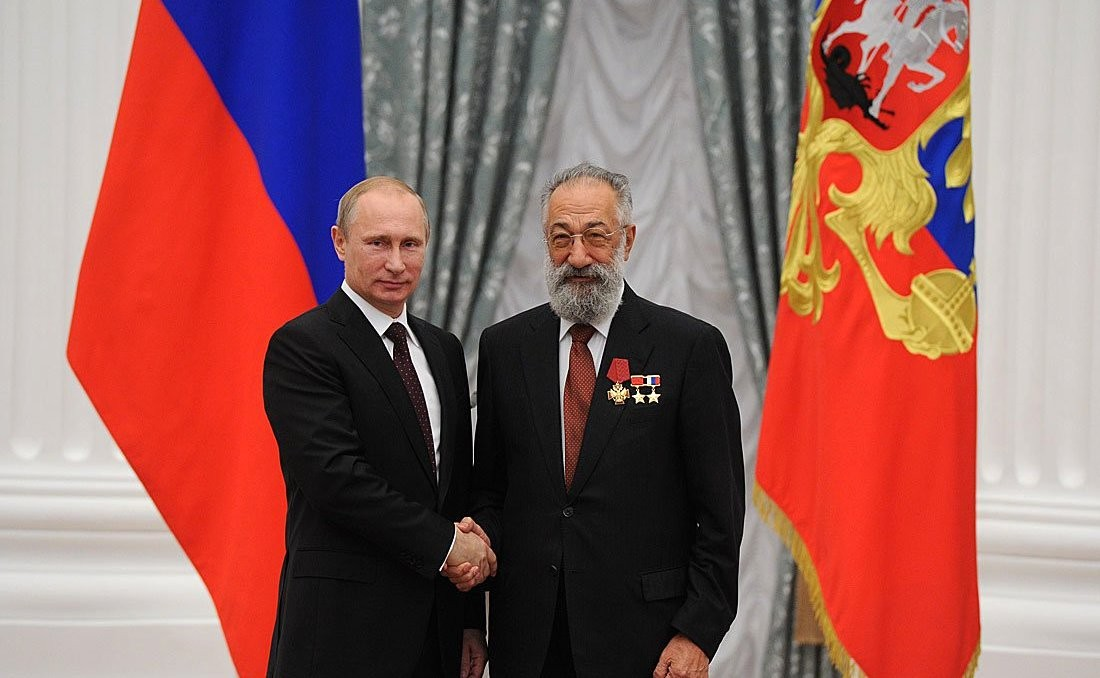
Награждение Орденом «За заслуги перед Отечеством» IV степени (2014)

### СССР и Россия
- Герой Российской Федерации (9 января 2008) — за мужество и героизм, проявленные в экстремальных условиях, и успешное проведение Высокоширотной арктической глубоководной экспедиции[45];
- Герой Советского Союза (14 февраля 1986) — за образцовое выполнение задания по высвобождению в условиях полярной зимы научно-исследовательского судна «Михаил Сомов» из льдов Антарктики, умелое руководство судами при спасательных операциях и в период дрейфа и проявленные при этом мужество и героизм;
- Орден «За заслуги перед Отечеством» II степени (9 сентября 2019) — за большой вклад в укрепление российской государственности, развитие парламентаризма и многолетнюю добросовестную работу[46];
- Орден «За заслуги перед Отечеством» III степени (12 июня 2007) — за активное участие в законотворческой деятельности и успешное проведение Высокоширотной воздушной экспедиции на Южный полюс[47];
- Орден «За заслуги перед Отечеством» IV степени (21 июля 2014) — за активную законотворческую деятельность и многолетнюю добросовестную работу[48];
- Орден «За морские заслуги» (27 января 2003) — за большой вклад в изучение, освоение и использование Мирового океана[49];
- Орден Ленина (1986);
- Орден Трудового Красного Знамени (1981);
- Орден «Знак Почёта» (1976);
- Государственная премия СССР (1981) — за разработку методики погрузо-разгрузочных работ на ледовый припай Ямала;
- Заслуженный географ Российской Федерации (15 марта 2021) — за большой вклад в сохранение историко-культурного и природного наследия России, активное участие в деятельности Русского географического общества[50];
- Заслуженный метеоролог Российской Федерации (11 февраля 2005) — за заслуги в области метеорологии[51];
- Почётная грамота Правительства Российской Федерации (25 сентября 2004) — за большой личный вклад в развитие российского законодательства[52];
- Почётная грамота Президента Российской Федерации (25 сентября 2009) — за многолетнюю плодотворную законотворческую деятельность[53].
- Благодарность Президента Российской Федерации (28 ноября 2003) — за большой вклад в подготовку и проведение Всемирной конференции по изменению климата[54];
- Благодарность Президента Российской Федерации (18 ноября 1997) — за активное участие в подготовке и проведении празднования 850-летия основания Москвы [55];
- Благодарность Правительства Российской Федерации (6 мая 2008) — за заслуги в законотворческой деятельности и активное участие в развитии парламентаризма в Российской Федерации[56];
- Благодарность Правительства Российской Федерации (20 сентября 2019) — за достигнутые трудовые успехи и многолетнюю плодотворную деятельность[57];
- Орден «Полярная Звезда» (25 ноября 2002)[58];
- Орден Преподобного Сергия Радонежского I степени (РПЦ, 2014 год)[59];
- Орден Святого благоверного князя Даниила Московского II степени (РПЦ, 2009) —  во внимание к трудам, за активное участие в развитии церковной жизни и в связи с 70-летием со дня рождения[60];
- нагрудный знак «Почётный полярник»;
- Большая золотая медаль Русского географического общества (2014 год) — за выдающийся вклад в исследования Арктики и Антарктики[61];
- медаль «Символ Науки» (2007);
- национальная премия «Россиянин года» (2008) — за поддержку геополитического престижа России[62];
- Знак отличия «За заслуги перед Москвой» (24 сентября 2009) — за большой личный вклад в социально-экономическое развитие столицы, многолетнюю плодотворную деятельность на благо города и москвичей[63];
- Почётный диплом Законодательного Собрания Санкт-Петербурга (16 сентября 2009) — за выдающийся личный вклад в развитие парламентаризма, многолетнюю успешную профессиональную деятельность и в связи с 70-летием со дня рождения[64];
- Лауреат премии Дружбы народов «Белые журавли России» в номинации «Гордость России», с вручением одноимённого ордена, 2016 год[65];
- Национальная премия «Имперская культура» имени Эдуарда Володина (2007)[66][67];
- Благодарность Председателя Государственного Собрания (Ил Тумэн) Республики Саха (Якутия) (23 сентября 2019) — за вклад в укрепление дружбы и сотрудничества с Республикой Саха (Якутия) [источник не указан 409 дней];
- «Золотой крест» Союза армян России — за большой вклад в укрепление и развитие социально-экономических, дружественных отношений между Российской Федерацией и Республикой Арменией[68].

### Другие страны
- Медаль Анании Ширакаци (Армения, 31 октября 2000) — за вклад в упрочение и развитие армяно-российской дружбы[69];
- орден Бернардо О’Хиггинса (Чили, 2006)[70];
- Большой золотой почётный знак со звездой «За заслуги перед Австрийской Республикой» (Австрия, 2006)[71];
- орден Святого Месропа Маштоца (Армения, 17 сентября 2008) — в связи с 17-летием провозглашения независимости Республики Армения[69];
- орден Дружбы (Южная Осетия, 19 июня 2009) — за большой вклад в дело укрепления отношений дружбы и сотрудничества между народами, активное содействие процессу развития демократии и парламентаризма в Республике Южная Осетия и оказание практической помощи её гражданам в реализации избирательных прав[72];
- кавалер ордена Почётного легиона (Франция, 2010 год)[73];
- Почётный гражданин Гюмри (2015).

## Участие в общественных организациях
- Президент Ассоциации полярников (бывш. Ассоциации советских полярников) (1990—2024).
- Член международного Клуба исследователей (основан в США в 1905).
- Член Британского Королевского географического общества.
- Сопредседатель Фонда международной гуманитарной помощи и сотрудничества.
- Член общества «Россия — Армения».
- Председатель Совета Парламентского клуба «Российский парламентарий» при Государственной Думе Федерального Собрания РФ (2001—2024).
- Председатель Общественного совета Регбийной премьер-лиги[74].
- Член редакционного совета журнала «Гражданская авиация»[75].

## Память

Прижизненный бюст в Московском парке победы в Санкт-Петербурге

В филателии
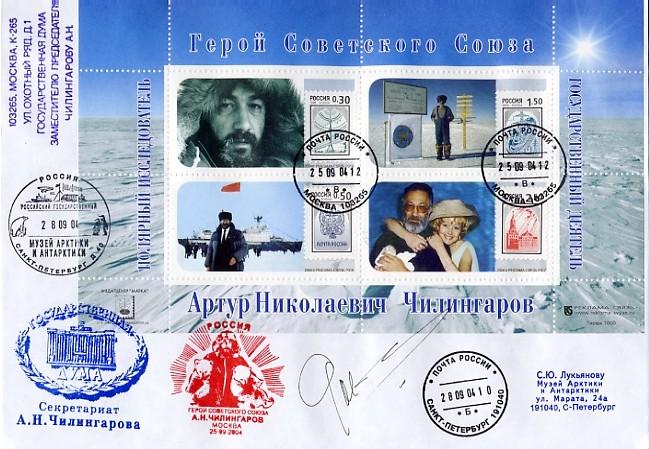
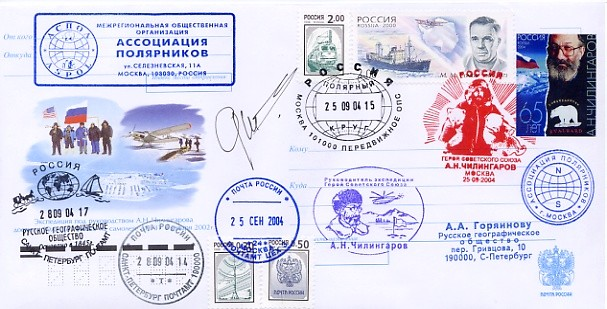
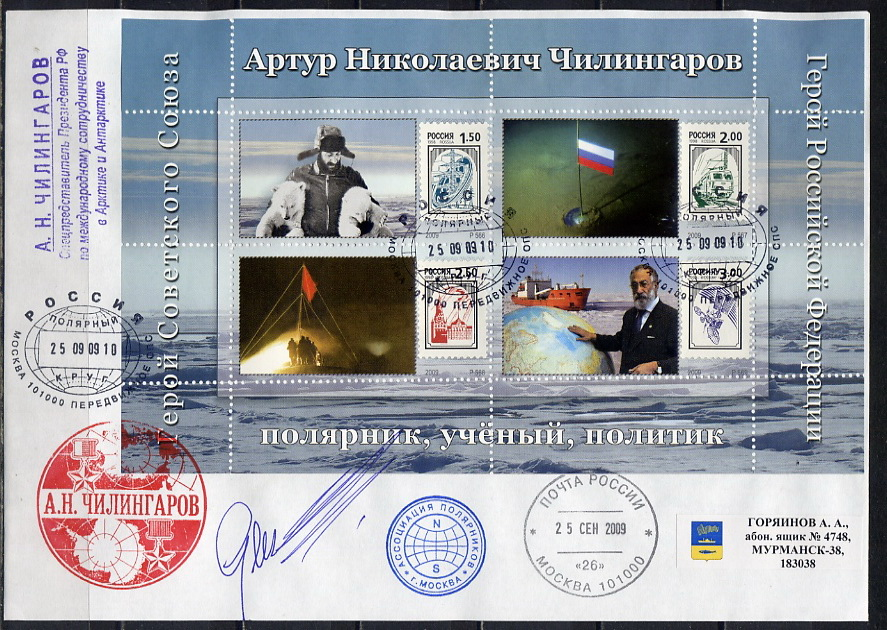
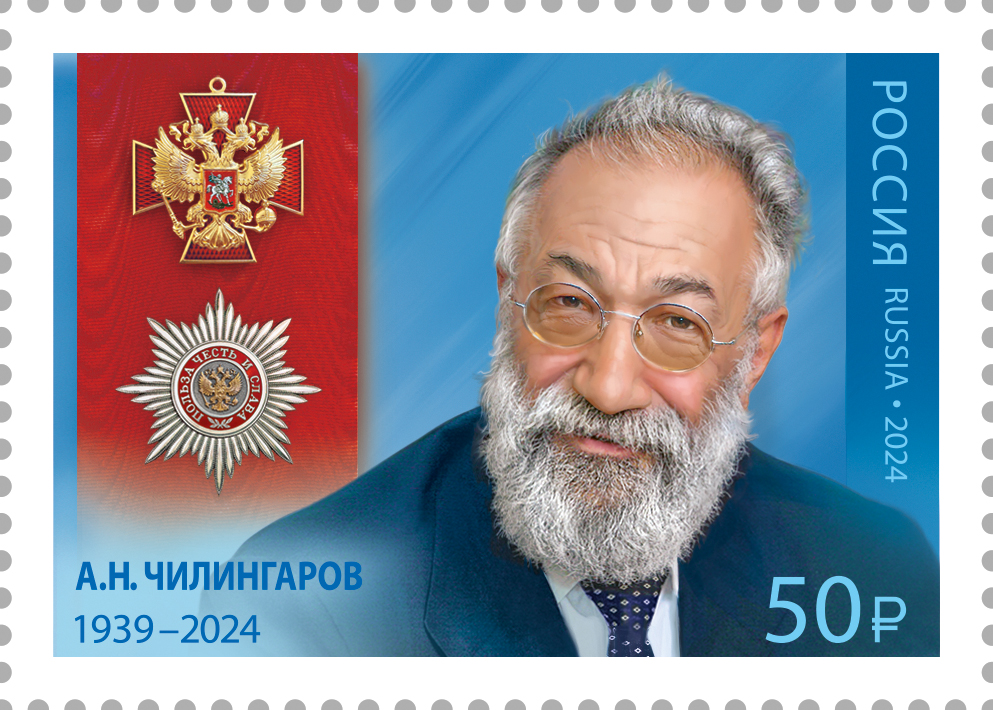